# Ballintra
Ballintra (iriska: Baile an tSratha) är en ort i republiken Irland.   Den ligger i grevskapet County Donegal och provinsen Ulster, i den norra delen av landet, 180 km nordväst om huvudstaden Dublin. Ballintra ligger 64 meter över havet och antalet invånare är 209.
Terrängen runt Ballintra är platt. Havet är nära Ballintra åt nordväst.Runt Ballintra är det glesbefolkat, med 9 invånare per kvadratkilometer. Närmaste större samhälle är Donegal, 8,1 km norr om Ballintra. Trakten runt Ballintra består i huvudsak av gräsmarker.